# Ngomane
Koordinaten: 26° 9′ S, 31° 59′ O
Ngomane (und: Maphiveni) ist ein Ort in Eswatini. Er liegt im Nordosten des Landes in der Lubombo. Der Ort liegt etwa 180 Meter über dem Meeresspiegel an den Flussschlaufen des Mbuluzi im Lowveld.

## Geographie
Ngomane liegt in einer fruchtbaren Ebene. Im Westen des Ortes wird intensiv Landwirtschaft betrieben. In der Nähe mündet der Tsambokhulu in den Mbuluzi. Im Osten erstrecken sich die Wild-Schutzgebiete Mbuluzi Game Reserve, Mlawula Game Reserve und Shewula Nature Reserve.
Die Fernstraße MR24 mündet hier in die MR3.